# King Tubby Meets Rockers Uptown
(Steve Barrow e Peter Dalton, Reggae. The Rough Guide. 100 essential CDs)
King Tubby Meets Rockers Uptown (conosciuto anche come King Tubbys Meets Rockers Uptown) è un album dub di Augustus Pablo e King Tubby, uscito nel 1976.
L'album fu registrato tra il 1972 e il 1975 agli studi di registrazione Randy's (Kingston) e mixato da King Tubby e Errol Thompson al King Tubby's Studio (Kingston).
Il disco nel corso degli anni è uscito in vinile e in CD su diverse etichette (Clocktower, Yard International, Shanachie, Message) con tracklist leggermente differenti; nel 2003 è stata pubblicata da Shanachie una deluxe edition con alcuni bonus track non presenti nell'edizione originale.

## Tracklist

### LP
Tracklist del disco uscito su LP in vinile nel 1976 su etichetta Clocktower Records.

#### Lato A
1. Keep On Dubbing
2. Stop Them Jah
3. Young Generation Dub
4. Each One Dub
5. 555 Dub Street

#### Lato B
1. Braces Tower Dub
2. King Tubby Meets Rockers Uptown
3. Corner Crew Dub
4. Say So
5. Skanking Dub
6. Frozen Dub[2]

### CDdeluxe edition
Tracklist del disco uscito su CD nel 2003 su etichetta Shanachie.
1. Keep On Dubbing
2. Stop Them Jah
3. Young Generation Dub
4. Each One Dub
5. 555 Dub St.
6. Brace's Tower Dub
7. King Tubby Meets Rockers Uptown
8. Brace's Tower Dub No. 2
9. Corner Crew Dub
10. Skanking Dub
11. Frozen Dub
12. Satta Dub
13. Black Gunn
14. 1 Ruthland Close
15. 1-2-3 Version
16. Silent Satta

## Musicisti
- Augustus Pablo: melodica, pianoforte, clavinet, organo, produttore
- Robbie Shakespeare: basso
- Aston "Family Man" Barrett: basso
- Leroy Sibbles: basso
- Carlton Barrett: batteria
- Earl "Chinna" Smith: chitarra
- Richard "Dirty Harry" Hall: sassofono
- Bobby Ellis: tromba
- Vincent "Don D Junior" Gordon: trombone